# 陳曉明 (足球教練)
陳曉明（1975年3月19日—），男，香港人，香港足球教練，擁有亞洲足協專業級教練資格。

## 生平

### 早年生活
陳曉明生於香港，畢業於傳統名校聖保羅書院，持有香港大學生物學理學士和香港中文大學運動科學碩士學位。他就讀香港大學時為利瑪竇宿舍舊宿生，期間曾獲得香港大學年度最佳男運動員。

### 教練生涯
陳曉明大學畢業後，在瑪利諾中學當生物老師，到29歲決心放棄教師職務，成為全職教練。他首隊執教的球隊是剛升班上乙組聯賽，以培訓年青球員為宗旨的香港08。2005年香港08首度解散後，他轉教香港足球總會旗下的青年球隊香港09，帶隊出戰青年國際賽事更奪取獅城盃冠軍及國家青年邀請賽冠軍。2006年陳曉明轉教剛升班上甲組的地區球會和富大埔，成功帶領球會護級之餘，更曾令大埔晉身聯賽的前列位置，獲傳媒冠以「神奇球隊」，而最終和富大埔排在聯賽第七位，成功護級。陳曉明於2007年夏天離隊轉任重用年青球員的升班馬華家堡領隊，並與李健和及羅繼華一同出任香港代表隊教練。華家堡解散後陳曉明轉會至東方。
2009年7月他轉任香港足球總會技術及發展總監，以領隊身份帶領香港奧運代表隊出戰東亞運動會，勇奪香港歷史上首個綜合運動會冠軍，轟動全城。2010年他擔當甲組球會天水圍飛馬總教練，帶領球隊出戰亞協盃分組賽，並奪得聯賽、聯賽盃及足總盃亞軍。當年他從台灣引進亞援陳柏良，成為一時佳話，同時陳柏良亦成為首位於台灣境外當職業球員的台灣人。可是陳曉明於該季因球隊解散及更換管理層而不獲續約，轉任香港足球總會教練培訓經理。2016年1月陳曉明辭任教練培訓經理，到澳門足球總會出任技術總監至2017年7月25日。其後由於澳門代表隊主教練譚又新因私人家庭理由而卸下教練一職，陳曉明暫代澳門隊主教練職務。
2018/19球季，理文足球會聘用陳曉明擔任新一季主教練，同時前元朗足球會主教練曾昭達加入教練圖擔任助教。2019年4月27日，理文足球會於菁英盃決賽的加時階段憑干沙利斯頭鎚建功，以 3：2 擊敗佳聯元朗，奪得球會歷史上首項錦標，亦是陳曉明作為主教練的首項錦標。
2020/21球季，陳曉明帶領的理文於亞協盃J組分組賽連勝東方龍獅、臺南市FC（中華台北）與220體育會（蒙古），以小組全勝姿態晉級淘汰賽階段。
2023年2月5日，港超聯第10周賽事，理文作客標準流浪以0：1落敗失落榜首後，宣布辭退執教4季半的陳曉明。
2023年5月2日，中華民國足球協會在Facebook專頁宣布，陳曉明教練接任國家女子成人代表隊主教練，備戰2023杭州亞運及2023年10月的奧運女足資格賽第二輪。

## 導師生涯
陳曉明持有亞洲足協專業級教練、香港足總教練導師、亞洲足協教練導師、亞洲足協精英狀態訓練導師、以及國際足協草根發展導師資格，負責於亞洲各地各教練班講學，期間他曾赴北韓和伊朗和老撾及菲律賓等國家授課，所以他於亞洲國家導師中薄有名氣。到2012年陳曉明轉任國際足協亞洲區草根發展導師，負責走訪不同地區，推廣草根足球。

## 榮譽
飛馬
- 香港聯賽盃亞軍（2011–12季度）
- 香港甲組足球聯賽亞軍（2011–12季度）
- 香港足總盃亞軍（2011–12季度）

理文
- 香港菁英盃冠軍（2018–19季度）

個人
- 香港大學年度最佳男運動員
- 香港年度教練教育獎（2014年）